# Olivier Voutier
Olivier Voutier, né le 30 mai 1796 à Thouars et mort le 18 avril 1877 à Hyères, est un officier de marine français, ayant revendiqué la découverte de la Vénus de Milo et participé à la guerre d'indépendance grecque.

## Biographie

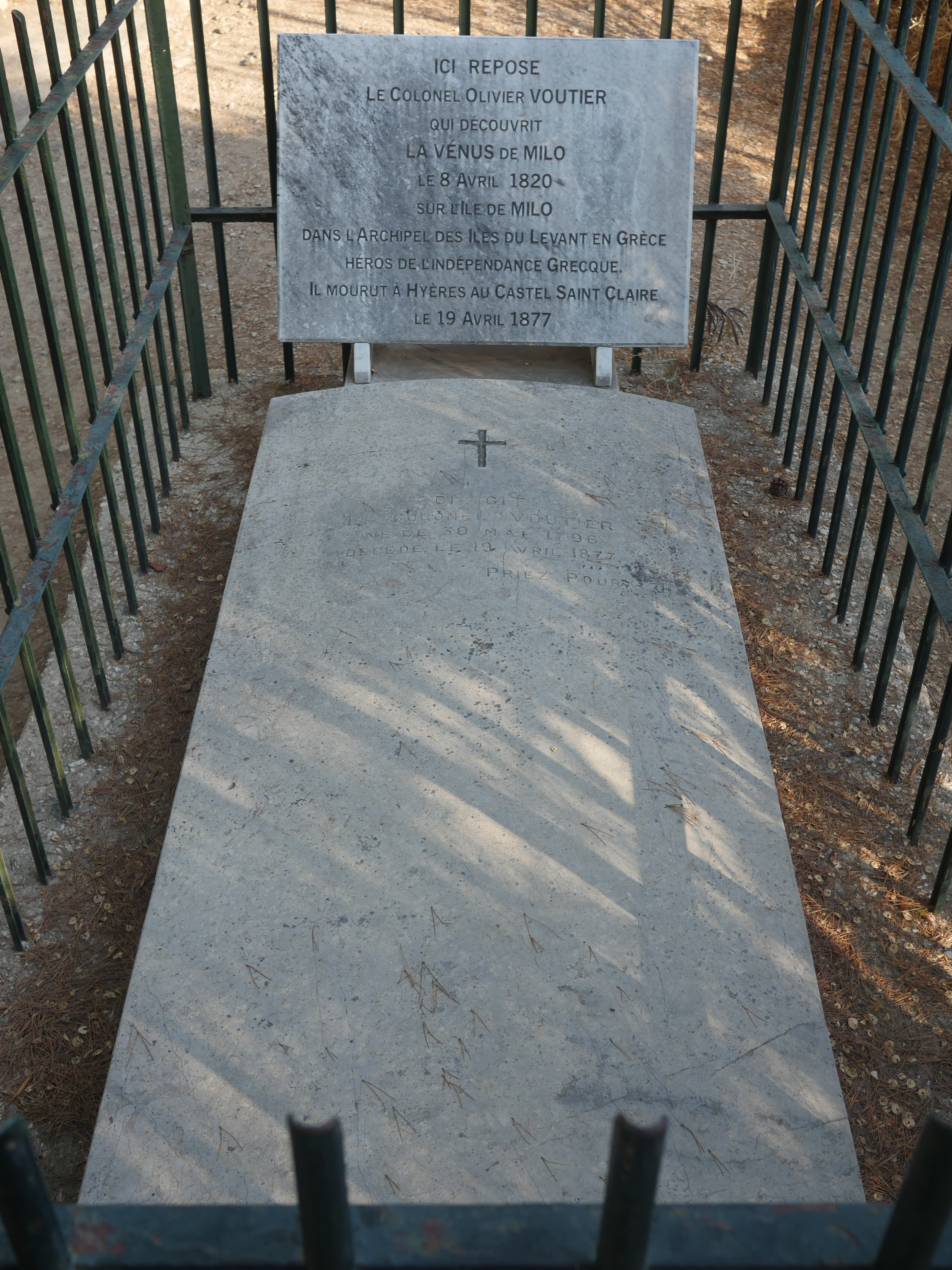
Tombe d'Olivier Voutier au castel Sainte-Claire à Hyères

Fils de Pierre Joseph Voutier (1745-1814), officier, et de Françoise Olivons (1770-1814), il entre à quinze ans à l'École navale de Brest.

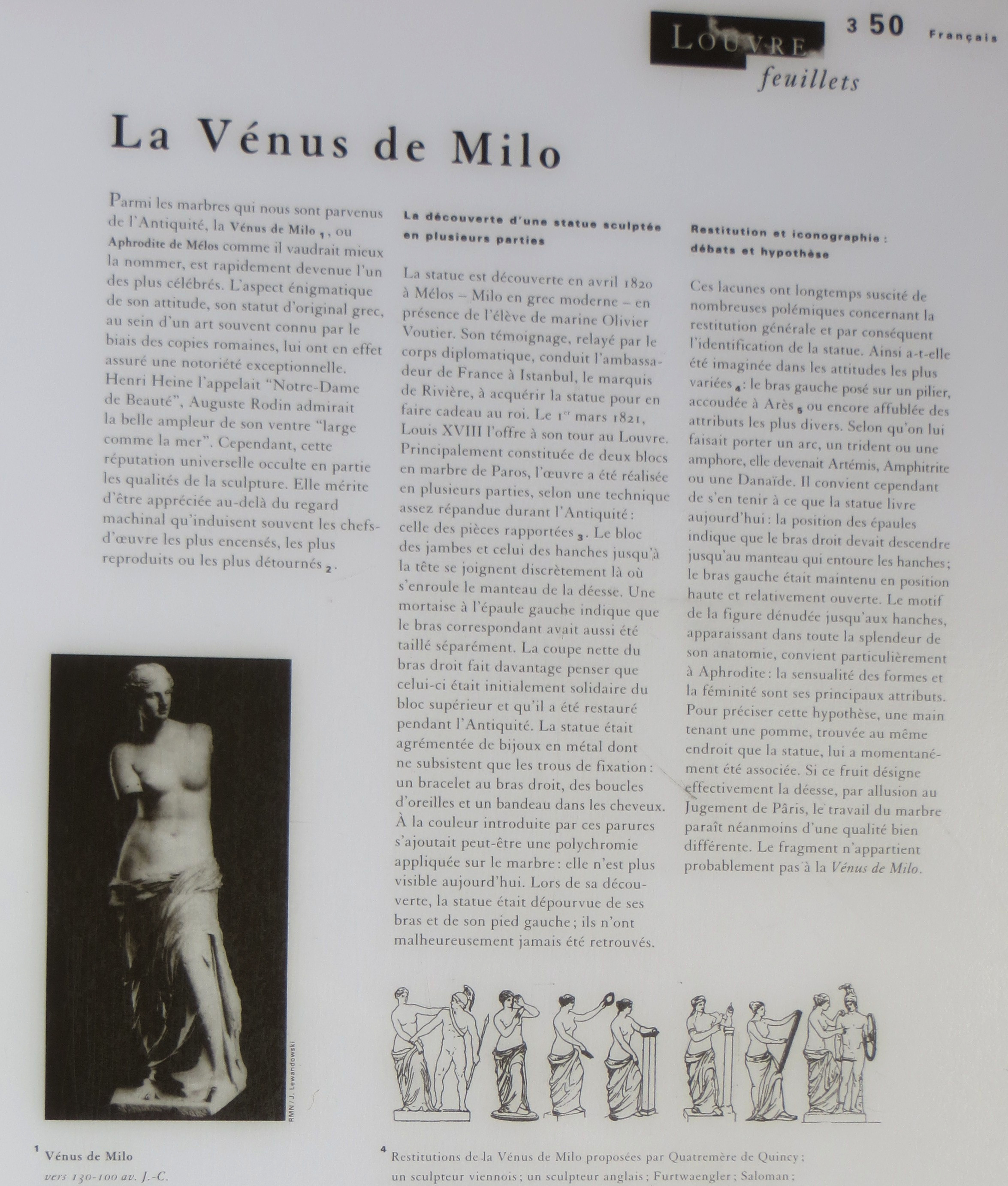
Cartel (version française) officiel disponible en version multilingues à côté de la statue au Louvre

En 1820, il est élève-officier sur la goélette l’Estafette, qui fait escale à Milo.
Un paysan grec, creusant le sol à la recherche de pierres à bâtir, découvre une statue en deux parties : l'Aphrodite de Melos, dite Vénus de Milo. La découverte se fait en présence de Voutier, qui en réalise d'importants dessins et contribue à signaler la découverte. 
En juillet 1821, il démissionne de la Marine Royale, officiellement pour devenir capitaine au long cours dans la marine marchande. Le 1er août il embarque cependant à Marseille sur le navire affrété par le philhellène écossais Thomas Gordon pour porter des armes aux insurgés grecs. C’est ainsi qu’il rejoint la guerre d'indépendance grecque. Arrivé à Tripolizza en septembre 1821, il assiste à la fin du siège de la ville dans l'entourage de Dimitrios Ypsilantis. Il participe au siège de Nauplie à la fin de 1821, notamment une tentative de prendre par surprise le fort maritime du Bourtzi, qui échoue. 
En mars 1822, le ministre de la Guerre du gouvernement provisoire de la Grèce, Ioannis Kolettis, lui confie la tâche de réduire la place d'Athènes tout en ménageant les monuments. Il est ensuite nommé colonel de l'armée grecque en mai 1822 et participe à la bataille de Péta en juillet, puis au premier siège de Missolonghi. Il est nommé chef de l'artillerie grecque. 
De retour en France, il publie en 1823 un récit de son séjour et de son action, qui a un grand succès ; en effet il est l'un des rares philhellènes de retour en Europe à présenter la guerre d'indépendance sous un jour favorable et correspondant aux attentes du public. Il s'y présente comme un acteur de premier plan, ayant joué un rôle dans la plupart des épisodes marquants de la période. Cependant, son récit est critiqué dès l'année suivante par les mémoires d'un autre philhellène, Maxime Raybaud, qui l'accuse d'avoir exagéré son rôle et d'avoir inventé certains faits. De même, lorsque Mavrokordatos demande à Voutier un exemplaire de son livre, lors de son retour en Grèce en 1824, celui-ci ne lui en donne qu'une version dont les pages concernant l'épisode de Péta ont été arrachées, en alléguant que son philhellénisme avait pris le pas sur son respect de la véracité. Le commandant Persat, un autre philhellène témoin oculaire, décrit quant à lui l'ouvrage de Voutier comme un « roman », « tissu d'impostures », dans lequel ce dernier ment en affirmant avoir été présent à la prise de Tripolitza et s'attribue des fonctions imaginaires (il prétend ainsi à tort avoir été chargé des préparatifs de l'assaut contre Nauplie en décembre 1821, épisode au cours duquel il aurait fait preuve de lâcheté selon Persat).
Olivier Voutier retourne une deuxième fois en Grèce en 1824, séjour durant lequel on lui confie à nouveau des responsabilités importantes. Il publie en 1826 un livre sur cette expérience, Lettres de Grèce, dans lequel il répond notamment aux reproches qui ont été faits au sujet de ses mémoires de 1823.
Revenu une troisième fois en Grèce en 1826, avec des fonds fournis par un banquier d'origine grecque, il organise une compagnie régulière de 80 hommes et participe avec le même Raybaud en novembre à une expédition manquée sur Atalánti, sous la direction de Kolettis. Cette même année, Raybaud et lui se battent en duel, chacun étant blessé.
Il se retire à Hyères en 1847 où il acquiert de 1849 à 1860 un domaine où il fait construire le castel Sainte-Claire et son jardin où il est inhumé.

### Publications de Voutier
- Colonel Voutier, Découverte et acquisition de la Vénus de Milo, Hyères, 1874, in-8° br.
- Mémoires du colonel Voutier sur la guerre actuelle des Grecs, Bossange, 1823
- Colonel Voutier, Lettres sur la Grèce, Firmin-Didot, 1826
- Enlèvement de Vénus, textes de Dumont d'Urville, Marcellus et Olivier Voutier, préface d'Andrea de Lauris, Paris : La Bibliothèque (L'Écrivain voyageur), 1994  (ISBN 2909688062).